# Midnight Special (album de Jimmy Smith)
Midnight Special est un album de soul jazz enregistré en 1960 par l'organiste américain Jimmy Smith.
Il s'agit du 18e album du musicien pour le légendaire label de jazz Blue Note.

## Historique

### Enregistrement et production
L'album Midnight Special est enregistré le 25 avril 1960 au Van Gelder Recording Studio à Englewood Cliffs dans le New Jersey,. Rudy Van Gelder était un ingénieur du son spécialisé dans le jazz, considéré comme l'un des meilleurs ingénieurs de l'histoire de l'enregistrement, dont on estime qu'il a enregistré et mixé plus de 2 000 albums. Son premier studio, connu durant les années 1950 sous le nom de « Van Gelder Studio, Hackensack, New Jersey », était en fait le living room de ses parents, aménagé à la fin des années 1940 et dans lequel il commença à enregistrer pour le label Blue Note en 1953. Ce n'est qu'en 1959 qu'il ouvrira son vrai studio, connu sous le nom de « Van Gelder Studio, Englewood Cliffs, New Jersey »,.
L'album est produit par le fondateur du légendaire label de jazz Blue Note, Alfred Lion ou Alfred Loew de son vrai nom, un producteur né en Allemagne en 1908 qui voyagea aux États-Unis en 1930 et s'y établit en 1938 pour fuir l'Allemagne nazie,,.

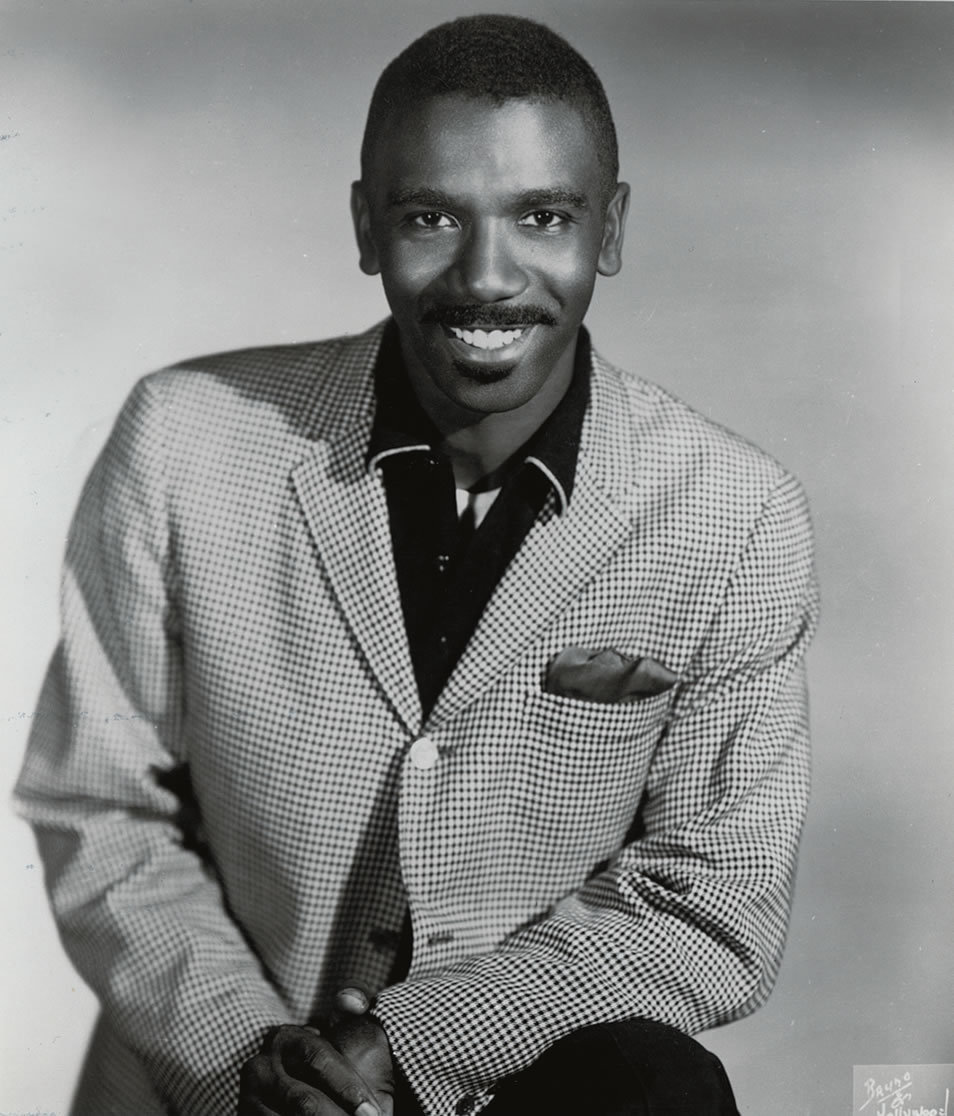
Jimmy Smith.
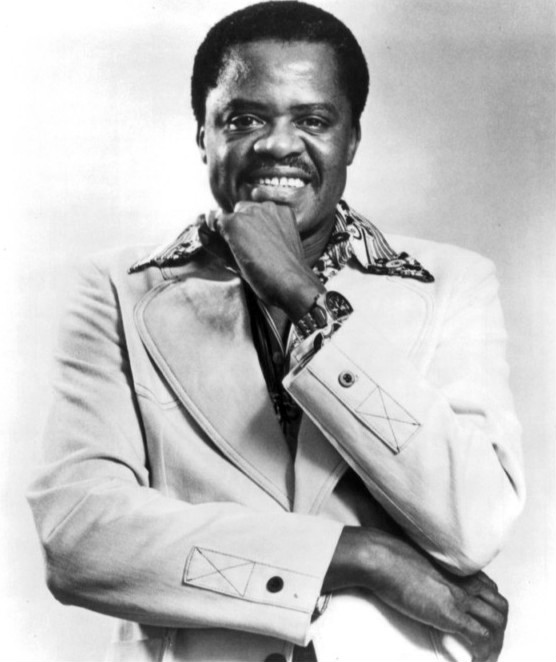
Stanley Turrentine.
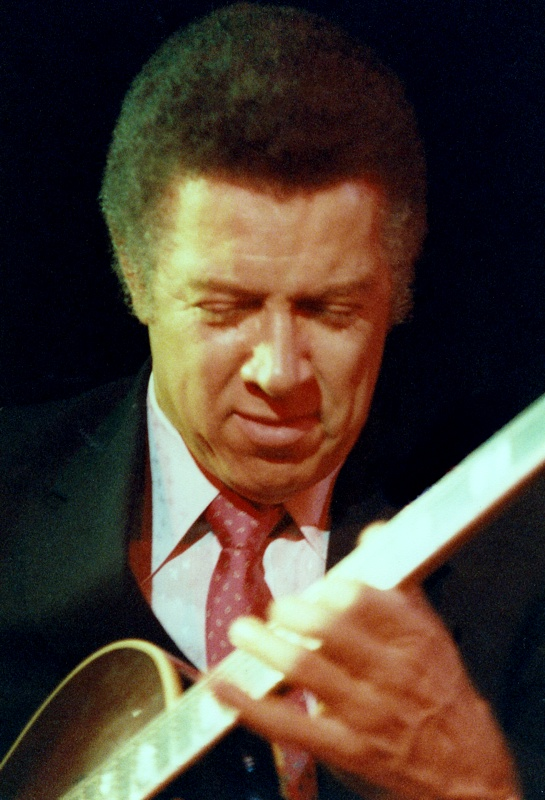
Kenny Burrell.
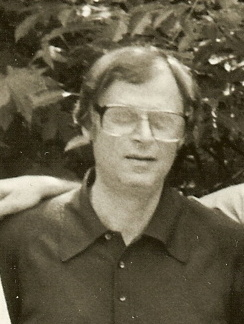
Rudy Van Gelder.

### Publication
L'album Midnight Special sort en disque vinyle LP en 1961 sous la référence BLP 4078 sur le label Blue Note.
La photographie de la pochette est l'œuvre de Francis Wolff,,, un producteur et photographe né en 1908 en Allemagne et émigré aux États-Unis en 1939, ami d'enfance d'Alfred Lion, le fondateur du label Blue Note, dont Wolff partageait la direction avec Lion,.
La conception graphique de la pochette est l'œuvre de Reid Miles, un photographe et designer américain né en 1927 et recruté en 1955 par Francis Wolff pour Blue Note, pour lequel il réalisa des centaines de pochettes d'albums et développa « un langage graphique vraiment unique et caractéristique » en intégrant soit des photos de Wolff soit ses propres photos, en faisant de la monochromie un art et en jouant avec les typographies jusqu'à envahir de lettres les couvertures des albums,.
La notice originale du LP (original liner notes) est de la main de Del Shields,, directeur adjoint de WCAU-TV, présentateur d'un show télévisé hebdomadaire sur WRCV-TV (NBC), présentateur radio de WDAS FM à Philadelphie en Pennsylvanie et vice-président de la National Association of Radio Announcers durant les années 1960,.

### Rééditions
L'album est réédité par Blue Note en LP à de nombreuses reprises de 1966 à 1992, puis en CD à partir de 1988 par Blue Note et quelques autres labels comme EMI, Hallmark et Jazz Heritage.

## Accueil critique
Le site AllMusic attribue 5 étoiles à l'album Midnight Special. Le critique musical Scott Yanow d'AllMusic souligne que « Midnight Special est un complément parfait à Back at the Chicken Shack, qui a été enregistré le même jour. ».
Dans la notice originale du LP (original liner notes), Del Shields insiste sur le fait que, dans cet album, « Jimmy n'essaie pas de vous dominer. Il se concentre plutôt sur sa capacité à travailler et à inspirer un autre musicien pour qu'il atteigne des niveaux d'expression inégalés ».

## Titres
| 1. | Midnight Special | Jimmy Smith        | 9:52 |
| 2. | A Subtle One     | Stanley Turrentine | 7:38 |

| 1. | Jumpin' the Blues | Walter Brown - Jay McShann - Charlie Parker | 5:23 |
| 2. | Why Was I Born    | Oscar Hammerstein II - Jerome Kern          | 6:30 |
| 3. | One O'Clock Jump  | Count Basie                                 | 6:56 |

## Musiciens
- Jimmy Smith : orgue Hammond
- Stanley Turrentine : saxophone ténor
- Kenny Burrell : guitare
- Donald Bailey : batterie